# 尖突巴科霉
尖突巴科霉（学名：Batkoa apiculata）是属于虫霉目虫霉科巴科霉属的一种真菌，寄生在革翅目、同翅目、鞘翅目、双翅目的许多昆虫上。该种分布于中国、以色列、南非、尼日利亚、乍得、科特迪瓦、留尼汪、美国、墨西哥、智利、瑞典、英国、法国、瑞士、俄罗斯、波兰等地。